# Bolxoie
Bolxoie - Большое (rus) - és un poble de l'óblast de Bélgorod, a Rússia. El 2010 tenia 343 habitants. Pertany al districte (raion) de Prókhorovka.